# Коммунально-складская зона
Коммуна́льно-складска́я зо́на — промышленный район города Всеволожска, находится в центральной его части. Является местом размещения промышленных предприятий с санитарно-защитной зоной до 200 м, предприятий коммунально-бытовой и предприятий транспортной инфраструктуры. 

## География
Площадь коммунально-складской зоны составляет около 80 га. Высота центра — 24 м.

### Географическое положение
Коммунально-складская зона расположена между Ковалёвским лесопарком и Колтушским шоссе (автодорога 41К-078). С севера ограничена улицей Лиственной и проспектом Толстого, с юга микрорайоном Южный.
| Ближайшие микрорайоны  | Ближайшие микрорайоны | Ближайшие микрорайоны    |
| ---------------------- | --------------------- | ------------------------ |
| Северо-запад: Питомник | Север: Ильинский      | Северо-восток: Ильинский |
| Запад:                 |                       | Восток: Мельничный Ручей |
| Юго-запад:             | Юг: Южный             | Юго-восток: Подгорное    |

### Уличная сеть
Армянский переулок, Взлётная, Всеволожский проспект, Гоголя, Лиственная, Толстого

## История
В конце XIX века земли современной Коммунально-складской зоны принадлежали братьям Алексею Алексеевичу и Афиногену Алексеевичу Ильиным. В 1900 году, вместе с имением Колтуши, они продали этот участок барону Конраду Мангусовичу Фитингоф-Шелю, в честь которого дорога пересекающая его новые владения с севера на юг получила название Фитингофский проспект. Это название сохранялось до 1954 года, когда он был переименован во Всеволожский проспект.
В 1904 году владельцем земли стал Сергей Аркадьевич де Каррьер. Она входила в имение Колтуши и была поделена на кварталы и участки в 1900—1916 годах.
Планировалось осушить и распродать их под дачное строительство, но Первая мировая война, а затем революционные события помешали планам землевладельца.
В годы войны на этих землях добывался торф. Практически вся Коммунально-складская зона расположена на землях северной части бывших Кальтинских торфоразработок, в южной их части сейчас расположен микрорайон Южный. В середине 1970-х годов, в ходе мелиорационных работ по освоению Нечерноземья, почти все торфяные карьеры были осушены, но полученные территории стали осваиваться только в конце 1990-х. Основой для развития коммунально-складской зоны, послужило созданное ещё в советские годы предприятие «Райсельхозтехника» (ОАО «Всеволожская сельхозтехника»).
Основной период формирования коммунально-складской зоны города Всеволожска пришёлся на 2000—2010 годы.

## Инфраструктура
На территории Коммунально-складской зоны расположены: ОАО «Всеволожская сельхозтехника», ОАО «Всеволожскмежрайгаз», ТД «Гром», ЗАО «Каппа СПб», ООО «Эдельвейс», УМ-213, ООО «Синай», стройбаза «Профит», складская база ПМК-2, ООО «Артлес», ООО «Всеволожский Мясокомбинат», ООО «Морепродукт», ООО «МДМ-Печать», ООО «Металлинвестсервис», ООО «Компания Агротрейд», ЗАО «Балтийская группа», ЗАО «Амбар», Завод ООО «Мойдодыр-мастер», ЗАО «Анна-Мария», ООО «Этикетка», ООО «Алютех», ООО «Интер-Инвест», ООО «Аксай-Катод», ООО «МБК Инко-Нева».
По территории Коммунально-складской зоны проходят газопровод и водопровод. 
В микрорайоне расположен жилой комплекс, состоящий из семи современных пятиэтажных домов на улице Взлётной, две гостиницы, два ресторана, кафе, боулинг, несколько магазинов, СТО, церковь и три десятка частных домовладений.

## Транспорт
С севера на юг зону пересекает Всеволожский проспект, по которому осуществляются пассажирские перевозки автобусом маршрута № 4.

## Фото

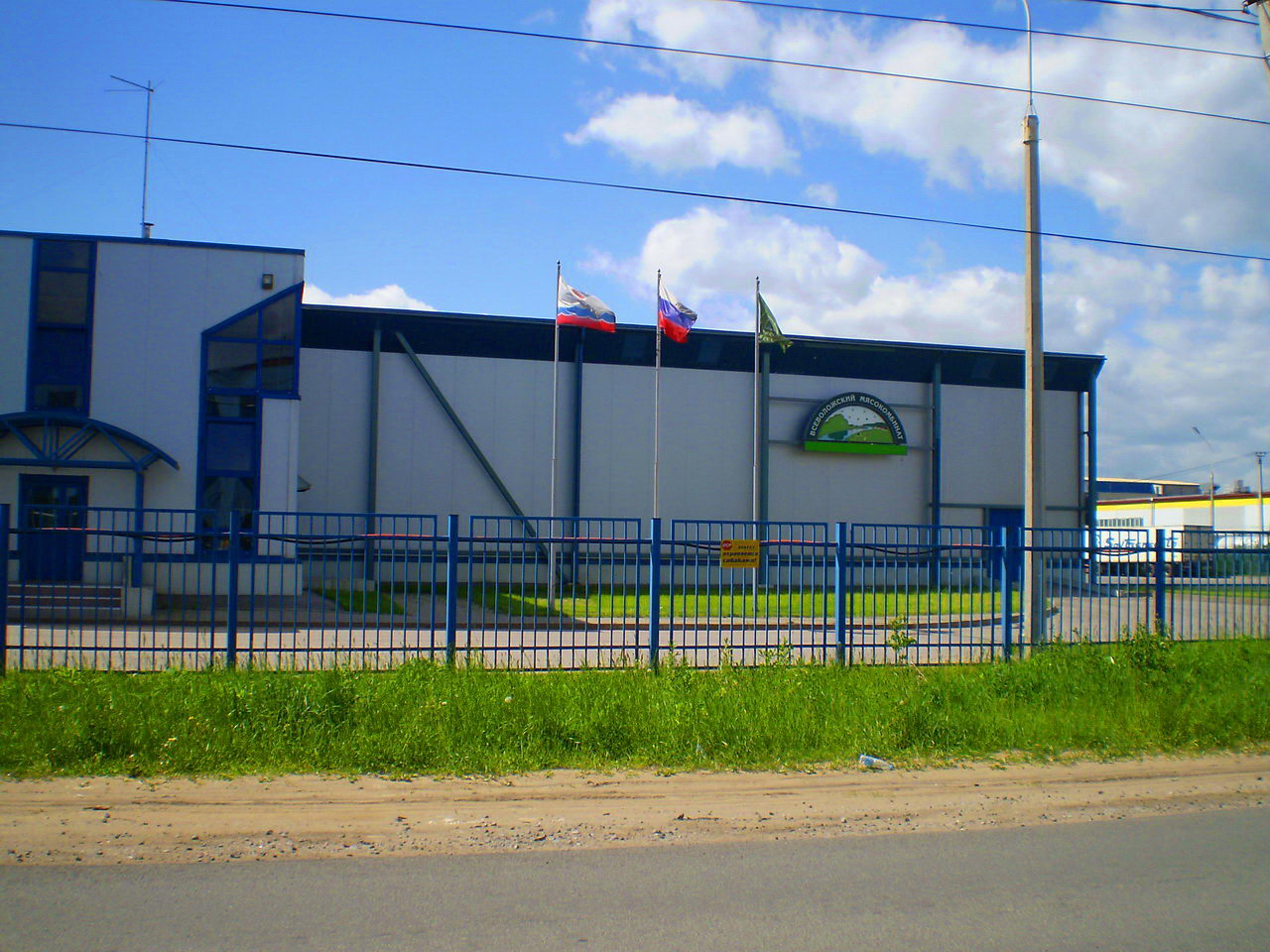
Всеволожский мясокомбинат
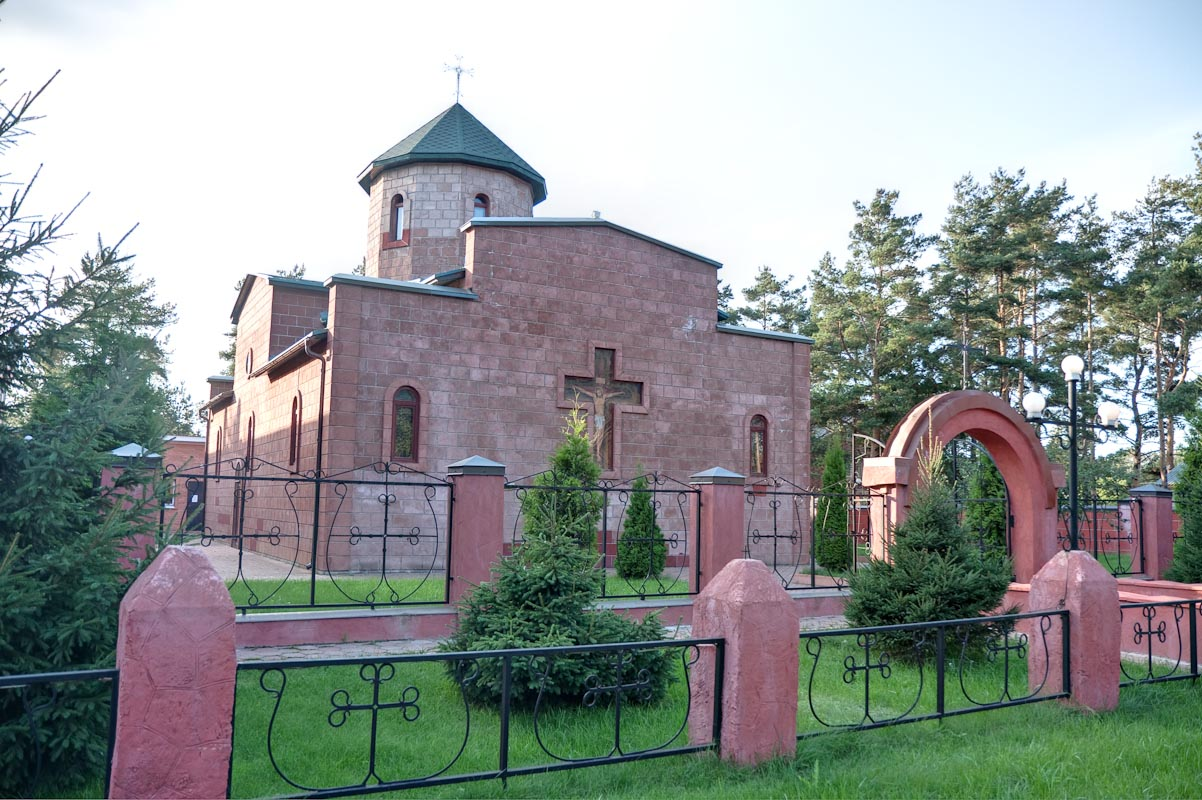
Армянская Апостольская церковь Пресвятой Матери Богородицы